# Фатуллаев, Эйнулла Эмин оглы
Эйнулла Эмин оглы Фатуллаев (азерб. Eynulla Emin oğlu Fətullayev; род. 25 сентября 1976, Баку) — азербайджанский журналист, руководитель независимой русскоязычной еженедельной газеты «Реальный Азербайджан» и азербайджаноязычной ежедневной газеты «Gündəlik Azərbaycan». Был приговорен к четырём годам тюремного заключения в Азербайджане за критику политики правительства и комментарии по поводу Ходжалинской резни. Его приговор был осужден Репортерами без границ, ПЕН-клубом и Комитетом защиты журналистов. Amnesty International назвала его узником совести и «приоритетным делом 2011 года». Заслуженный журналист Азербайджана (2020). С 2012 года издает русскоязычное интернет-издание Haqqin.az.

## Карьера
Эйнулла Фатуллаев был редактором «Реального Азербайджана», «Gündəlik Azərbaycan» и журнала «Азербайджан в мире». Его редакция отличалась критикой Правительства Азербайджана и его политики. В обоих СМИ он критиковал правительство за нарушение свободы прессы и прав человека. Эйнулла также подвергался критике за его статью о выборах в Азербайджане в 2003 году, которые подозревались в фальсификациях. С 2012 года издает русскоязычное интернет-издание Haqqin.az.
В 2017 году получил квартиру от президента Азербайджана Ильхама Алиева.

## Угрозы, нападения и похищения членов семьи
В отношении Эйнуллы Фатуллаева с целью влияния на его журналистскую деятельность применялись угрозы, запугивание и насилие, включая угрозы смертью, избиения, судебное преследование и похищение членов семьи в Азербайджане. 26 июля 2004 года он был жестоко избит ударами по голове на улице в Баку за статьи с критикой правительства. Эйнулла Фатуллаев также был приговорен к штрафу в размере 25 000 евро и тюремному заключению за «оскорбление имени и достоинства» депутата правящей партии Сиявуша Новрузова.
В начале августа 2006 года министр Усубов подал против Фатуллаева три уголовных иска о клевете в ответ на статьи под заголовками «Месть антибиотика», «Неудача антибиотика» и «Антибиотик и журналисты», опубликованные в июле и августе. В них описывались предполагаемые связи между министром внутренних дел Рамилем Усубовым и Гаджи Мамедовым, бывшим сотрудником Министерства внутренних дел, который находился под судом по обвинению в убийстве и похищении людей. 26 сентября 2006 года судья Ясамальского районного суда Баку Малахат Абдулманафова признала Фатуллаева виновным в клевете и оскорблении и приговорила его к условному двухлетнему тюремному заключению, приказала ему опубликовать опровержение и выплатить штраф в размере 11 300 долларов США в качестве компенсации морального вреда Усубову. Фатуллаев подозревает, что это произошло в ответ на его критические публикации в адрес Министерства внутренних дел.
1 октября 2006 года Фатуллаев был вынужден приостановить публикацию обеих газет после похищения его отца. Похитители пригрозили убить Фатуллаева и его отца, если Фатуллаев продолжит издавать эти газеты. Похищению предшествовали многочисленные телефонные угрозы в адрес Фатуллаева и его семьи. Фатуллаев рассказывал Хьюман Райтс Вотч:
Начиная с 27 сентября, мне лично, моей семье и коммерческому директору газеты часто звонили по телефону с предупреждениями, чтобы мы перестали писать критические статьи против министра внутренних дел Рамиля Усубова, иначе они собирались убить меня, как Эльмара Гусейнова (журналист-расследователь, убит 2 марта 2005 года)… Они позвонили моей матери и пригрозили убить всю семью, если я не перестану писать… 31 сентября несколько неизвестных вооруженных людей похитили моего отца, завязали ему глаза и отвели в какой-то загородный дом. Мне позвонили и потребовали прекратить публикацию моих газет, иначе я потеряю (sic) отца… На следующее утро я объявил о закрытии газет. Только тогда отца отпустили.

## Обвинения в клевете
6 марта 2007 года Низами Бахманов, глава азербайджанской общины Карабаха, пожаловался, что Эйнулла Фатуллаев в интервью, опубликованном на веб-сайте, дал «ложную информацию» о том, что Ходжалинская резня была совершена азербайджанской армией, а не армянами. Фатуллаев сказал, что не давал интервью сайту и назвал это пропагандой против себя. 1 марта 2007 года 70-80 человек провели акцию протеста перед редакцией Фатуллаева и подняли плакаты, в которых обвиняли его в том, что он дашнакский (армянский) агент, и призывали к лишению Фатуллаева гражданства. После оглашения резолюции участники забросали редакцию яйцами, разбив два окна. Полиция подавила протест. 31 мая Союз ветеранов войны Азербайджана выразил неодобрение статье Фатуллаева о Ходжалинской резне.
Фатуллаев был обвинен в клевете на армию и приговорён к двум с половиной годам лишения свободы, которые он отбыл в Баку. Amnesty International назвала это дело «сфабрикованными обвинениями после критики правительства».
Однако в своем заявлении в Европейский суд по правам человека Фатуллаев отметил, что в статье «Карабахский дневник» он просто передал заявления местного армянина, который рассказал Фатуллаеву свою версию событий во время интервью. Фатуллаев утверждал, что в его статье не было прямого обвинения ни одного гражданина Азербайджана в совершении какого-либо преступления, и что в его статье не было утверждения, что кто-либо из жертв Ходжалы был убит или искалечен азербайджанскими солдатами.
Европейский суд по правам человека постановил, что «хотя „Карабахский дневник“ мог содержать определенные преувеличенные или провокационные утверждения, автор не выходил за пределы журналистской свободы». Суд также отметил, что «Карабахский дневник» не является журналистским расследованием, посвященным исключительно ходжалинским событиям, и счел, что заявления Фатуллаева об этих событиях были сделаны скорее мимоходом, параллельным основной теме статьи.
В 2011 году, после освобождения из тюрьмы, Эйнулла Фатуллаев защищал свои комментарии 2005 года, в которых ответственность за убийства 1992 года в Ходжалы возлагается на азербайджанских боевиков, а не на армян, и добавил, что правительство Азербайджана давно пытается использовать Ходжалинские события для преследования своих оппонентов, таких как первый президент Азербайджана Аяз Муталибов, в отношении которого до сих пор ведется уголовное дело по обвинению в соучастии в ходжалинских событиях. Он также упоминает главу внутренних войск Азербайджана Фахмина Гаджиева, который из-за Ходжалинских событий отсидел 11 лет в тюрьме.
Тем не менее, в феврале 2014 года в телеинтервью ANS TV Фатуллаев заявил, что именно армяне совершили геноцид в Ходжалы, и что он никогда не подвергал это сомнению, даже в своём «Карабахском дневнике». Он также упомянул, что лично участвовал в митинге «Справедливость для Ходжалы» в Страсбурге.

## Заключение
Находясь в тюрьме за клевету, Фатуллаеву были предъявлены дополнительные обвинения. В отчёте о возможном военном ударе США по Ирану Фатуллаев включил список целей на территории Азербайджана, что выдвинуло дополнительные обвинения в поощрении терроризма. После осуждения в 2007 году он был приговорён к восьми с половиной годам заключения.
30 декабря 2009 года сотрудники тюрьмы заявили, что они обнаружили в камере Фатуллаева 0,22 грамма героина — преступление, за которое он был позже приговорен к дополнительным двум с половиной годам лишения свободы. Amnesty International снова назвала обвинения «сфабрикованными».
Европейский суд по правам человека обязал Азербайджан освободить Фатуллаева и выплатить ему 25 000 евро в качестве «морального ущерба».
Фатуллаев был помилован 26 мая 2011 года.
10 апреля 2022 года Европейский суд по правам человека вынес новое решение по делу Фатуллаева, обязав правительство Азербайджана отменить заказной судебный приговор от 2010 года, согласно которому журналист был обвинен в употреблении наркотических веществ в тюремной камере.

## Международное внимание
В 2009 году Фатуллаев был награжден Международной премией за свободу прессы Комитета защиты журналистов за «защиту свободы прессы перед лицом нападений, угроз или тюремного заключения».
Спустя почти год после его освобождения ЮНЕСКО вручила Фатуллаеву Всемирную премию ЮНЕСКО/Гильермо Кано за вклад в дело свободы печати в 2012 году, которую Фатуллаев принял во Всемирный день свободы печати в Тунисе.

### Разрыв отношений с Amnesty International
Amnesty International прекратила сотрудничество с Фатуллаевым, опубликовав 23 января 2013 года заявление, в котором говорилось, что Фатуллаев «ввёл организацию в заблуждение об источнике финансирования проекта, в котором он просил участвовать Amnesty International». Amnesty International также выразила уверенность и обеспокоенность по поводу того, что Фатуллаев и его сайт Haqqin.az используются правительством Азербайджана для дискредитации европейской критики нарушений прав человека в Азербайджане.
В декабре 2012 года Фатуллаев инициировал исследовательский проект о нарушениях прав человека в Германии, на который он пригласил экспертов по правам человека, в том числе представителя Amnesty International, который отклонил приглашение. Фатуллаев утверждал, что проект финансировался Черноморским трастом (BST) Германского фонда Маршалла. Однако запрос Amnesty International в BST показал, что последний не участвовала в проекте, вопреки утверждениям Фатуллаева. Консультант BST по Азербайджану Мехрибан Рагимли заявил, что «упоминание BST в этом проекте неуместно. BST не финансировал и не поддерживал это исследование и его презентацию». Более того, Фатуллаев попытался заручиться поддержкой этого события, ложно заявив, что Amnesty International причастна к нему. Он также распространил повестку дня мероприятия, в которой были подробности о спикере из Amnesty International, несмотря на отказ последнего от участия.
Узнав об этом, Amnesty International разорвала связи с Фатуллаевым, критикуя его как за предоставление дезинформации, так и за попытку создать неправильное представление о нарушениях прав человека, утверждая, что это явление столь же распространено в Германии, как и в Азербайджане, и используя отчеты Amnesty International о европейских странах в качестве примера, доказать свою точку зрения.
В ответ Фатуллаев подверг резкой критике заявление Amnesty, обвинив группу в ответных мерах за его критику ситуации с правами человека в Германии. Организация ответила: «Хотя Amnesty International считает, что его [Фатуллаева] попытка изобразить масштабы и серьёзность нарушений прав человека в Германии наравне с нарушениями в Азербайджане, вводит в заблуждение, организация полностью уважает его право на выражение своего мнения в отношении Германии или любой другой страны».
Что касается источников финансирования мероприятия, Фатуллаев не дал никакой дополнительной информации или разъяснений. В заявлении Amnesty International говорится:
Несмотря на неоднократные запросы, Фатуллаев не желает раскрывать истинный источник своего финансирования. В свете этого Amnesty International решила прекратить любое сотрудничество с Эйнуллой Фатуллаевым и его организацией — Общественным союзом прав человека Азербайджана. Любые утверждения г-на Фатуллаева о том, что Amnesty International поддерживает или является партнерской организацией в его деятельности, не должны приниматься во внимание.
Информационное агентство Туран прокомментировало дело Фатуллаева против Amnesty International: «Ни для кого не секрет, что в Германии, как и в других развитых демократических странах, существуют проблемы коррупции и нарушения прав человека. Модель правительства и общественных отношений слишком далека от Европы. Поэтому доклад Фатуллаева — это попытка каменного века критиковать ситуацию с правами человека в буржуазном обществе».